# Ерофеев, Василий Гаврилович
Василий Гаврилович Ерофеев (1822, Российская империя — 17 [29] декабря 1884) — русский геолог, палеонтолог, горный инженер; директор Горного института и Геологического комитета; тайный советник.

## Биография
Уже в возрасте 8 лет Василий Ерофеев стал воспитанником Горного кадетского корпуса. В 1842 году он окончил Институт Корпуса горных инженеров в Санкт-Петербурге в чине поручика и в звании горного инженера, после чего продолжил геологическое образование во Франции.
По возвращении из-за границы Василий Гаврилович Ерофеев работал в горном институте, где 18 лет был профессором палеонтологии. В 1873 году Ерофеев перешёл на работу в Горное ведомство в чине чиновника особых поручений, а в 1881 году вернулся в Горный институт на должность директора.
В. Г. Ерофеев был в числе инициаторов создания Императорского Геологического комитета и в 1882 году когда комитет был создан стал членом присутствия комитета, а в 1883—1884 гг был его директором.
Умер 17 декабря 1884 года.

## Вклад в науку
Наибольшее признание получил вклад Ерофеева в открытие залежей каменной соли в Славяно-Бахмутской соленосной области около села Брянцевки (ныне Соледар) вблизи города Бахмута.

## Труды
- Отчет об исследованиях в Самарской, Симбирской и Казанской губерниях // Горный журнал. — 1878
- Геологические исследования в Боровичском уезде Новгородской губернии // Горный журнал. — 1880